# Vanessa Springora
Vanessa Springora, née le 16 mars 1972 à Paris, est une éditrice, écrivaine et réalisatrice française.
Elle publie notamment, début janvier 2020, l'ouvrage Le Consentement, dans lequel elle dénonce une emprise de l'écrivain Gabriel Matzneff, qui a commencé avec elle des relations sexuelles alors qu'elle avait 14 ans et lui 49. La sortie de ce livre met en lumière auprès du grand public les agissements de Matzneff, qui les développait pourtant longuement dans ses livres depuis plusieurs décennies, et provoque un scandale retentissant sur ses soutiens culturels, politiques et médiatiques. L'ouvrage est rapidement un succès de librairie.

## Biographie

### Situation personnelle, parcours et carrière d'éditrice
Vanessa Springora est élevée par une mère divorcée, Nadine Barbedette. Son père, Patrick Springora, qui a surtout travaillé dans la communication, vit chez sa propre mère.
Après une scolarité au collège Jacques-Prévert, puis au lycée Fénelon, à Paris, et deux années en classes préparatoires, Vanessa Springora obtient un DEA de lettres modernes à l’université Paris-Sorbonne,. Elle est réalisatrice-auteure en 2003 pour l’Institut national de l’audiovisuel, avant de devenir assistante d'édition au sein des éditions Julliard en 2006. En décembre 2019, elle est nommée directrice des éditions Julliard,.
Elle coordonne parallèlement de 2010 à 2020 la collection « Nouvelles Mythologies », dirigée par Mazarine Pingeot et Sophie Nordmann, pour les éditions Robert Laffont. Elle publie, début janvier 2020, l'ouvrage Le Consentement, aux Éditions Grasset. L'ouvrage a un important retentissement médiatique et devient rapidement un succès de librairie. Le corps de son père, qu'elle décrit comme absent dans Le Consentement, est retrouvé six jours après la parution du livre, mort. En vidant l'appartement très sale et dérangé où vivait son père, pourtant si attaché à l'image ordonnée qu'il voulait renvoyer, elle découvre la part sombre de la vie de son grand-père paternel, militant nazi. Elle publie début janvier 2025 un nouvel ouvrage, Patronyme, toujours aux éditions Grasset, et consacré à ce père et à ce grand-père, et met en lumière les mensonges du passé familial, tout en pardonnant en partie à son père son absence.
En septembre 2021, le groupe Editis annonce que Vanessa Springora quitte la direction des éditions Julliard pour « se consacrer davantage à l’écriture ». Néanmoins, elle reste attachée à cette maison et y lance en mars 2023 la collection « Fauteuse de trouble ».
Elle est mère d'un fils.

### Le Consentement
Dans son livre intitulé Le Consentement, paru chez Grasset le 2 janvier 2020, Vanessa Springora décrit, en le désignant par ses seules initiales, l'emprise qu'a eue l'écrivain Gabriel Matzneff sur elle. Ce dernier n'a jamais caché son penchant pour les très jeunes adolescents ou les enfants : déjà en 1974, il écrit un essai titré Les Moins de seize ans, publié chez Julliard et « mode d'emploi pour les pédophiles » d'après Springora, abordant notamment sa relation avec un garçon de douze ans et ses habitudes de tourisme sexuel. Par la suite, il a lui-même retracé sa relation avec Vanessa Springora dans le récit La Prunelle de mes yeux, volume de son journal paru en 1993, qui couvre la période allant du 13 mai 1986 au 22 décembre 1987, mais « avec sa version des faits », « du point de vue du chasseur » selon Vanessa Springora, elle se voit à l'époque n'être qu'« une proie vulnérable » soumise à une prédation à la fois « sexuelle, littéraire et psychique ».
Les faits décrits dans ce livre remontent à la seconde partie des années 1980, durant son adolescence, et commencent alors qu'elle est âgée de 13 ans et lui de 49 : elle déclare être à l'époque « encore vierge » mais avec « une envie d'aller vers la sexualité ». Elle accompagne sa mère, attachée de presse dans l'édition, à un dîner où l'écrivain est présent — le 6 novembre 1985 —, celui-ci la contacte plusieurs fois ensuite et l'attend à la sortie du collège presque chaque jour, elle est alors en classe de quatrième. Les premières relations sexuelles, elles, arriveront alors que Springora, âgée de 14 ans, n'a pas encore atteint la majorité sexuelle de quinze ans en vigueur en France. L'écrivain loue une chambre d'hôtel à proximité et Vanessa Springora néglige alors le collège. « À quatorze ans, on n’est pas censée être attendue par un homme de cinquante ans à la sortie de son collège, on n’est pas supposée vivre à l’hôtel avec lui, ni se retrouver dans son lit, sa verge dans la bouche à l’heure du goûter » écrit-elle,. Il partage avec elle sa vie parisienne dans le monde littéraire : dîners, théâtre, cinéma, visites, entretiens avec la presse, elle se joint à lui régulièrement,. « Mais, en fait, notre activité principale, c'était le sexe », explique-t-elle. Quelque temps après, la Brigade des mineurs est alertée par lettres anonymes puis Vanessa Springora est admise à l'hôpital des Enfants malades.
Elle explique que c'est notamment l'obtention du prix Renaudot essai par Gabriel Matzneff en 2013 qui la révolte et la pousse à écrire, souhaitant faire entendre sa version. Elle affirme que c’est par l'écriture, alors qu'elle en a été longtemps incapable, qu'elle tente de se réapproprier cette histoire, après avoir souffert de celle donnée par les livres de Gabriel Matzneff. Elle précise qu'à l'époque, elle était « consentante », ce qui l'a empêchée d'aller en justice alors que le statut d’écrivain de Matzneff l'aurait longtemps protégé, d'autant que sa mère n'a rien fait pour mettre fin aux abus, car elle voyait dans la relation une marque d'honneur.

#### Réception critique
L'ouvrage obtient un impressionnant retentissement médiatique avant même sa parution, posant la question de la pédophilie, de la pédocriminalité et s'interrogeant sur le milieu littéraire français des années 1980. Le livre est supposé avoir autant d'importance dans le milieu littéraire en France que le témoignage d'Adèle Haenel pour le cinéma,. Le sociologue spécialiste de l'histoire de la pédophilie Pierre Verdrager affirme que l'ouvrage marque un « tournant majeur » dans la perception de la pédophilie en France, désormais condamnée universellement ou presque,,. Gisèle Sapiro, directrice de recherche au CNRS, et autrice de Peut-on dissocier l’œuvre de l’auteur qualifie Le Consentement de « write-back » d’une victime qui a trouvé la solution, « prendre le chasseur à son propre piège, l’enfermer dans un livre »,. Ce qui fait dire à l'universitaire Hélène Merlin-Kajman que « Le Consentement est en fait moins un livre sur l'abus sexuel qu'un livre sur l'abus de littérature – ou de ce que Matzneff en faisait. » Dans Réinventer l'amour, l’essayiste Mona Chollet considère que Springora « pulvérise sèchement l’image avantageuse que Matzneff s’était construite livre après livre […] montr[ant] comment la dépossession qu’elle a subie a aussi été une privation méthodique de la parole. »
Dès la parution du livre, plusieurs romancières prennent la défense de Vanessa Springora. Dans une tribune accordée au journal Le Monde, Christine Angot, autrice de L’Inceste, s’indigne que Gabriel Matzneff qualifie sa relation avec Vanessa Springora de « lumineuses et brûlantes amours » et qu’il s’autorise encore, après la publication du Consentement, à s’adresser à elle, par voie de presse, en n’utilisant que son prénom. Marie Darrieussecq exprime elle aussi son soutien à Vanessa Springora dans une tribune dans le JDD. Quant à l'écrivaine québécoise Denise Bombardier, qui avait déjà publiquement réagi contre les agissements à caractère pédophile de Gabriel Matzneff lors de l'émission de télévision Apostrophes, présentée par Bernard Pivot, et diffusée en mars 1990,,, elle salue un « livre remarquable, courageux, d’une écriture chirurgicale ».
Une seule voie discordante à la publication du livre de Vanessa Springora, la journaliste et jurée du prix Femina Josyane Savigneau, accorde à Matzneff un appui sans équivoque : « Soutenir Denise Bombardier est la dernière chose qui me viendrait à l’esprit. J’ai toujours détesté ce qu’elle écrit et ce qu’elle dit et je ne change pas d’avis sur Matzneff parce que la chasse aux sorcières a commencé. Et lui sait écrire au moins. Bombardier, quelle purge ! »
L'Express parle « d'un récit sans concession sur son expérience avec le romancier ». Le Monde évoque un « récit circonstancié et implacable, porté par une écriture ferme, incisive et irisée d’une douleur discrète. » Télérama y voit « un beau livre, ferme et élégant, tranchant et poignant, drapé d’une douleur feutrée ». Pour Les Inrocks, il s’agit d’un livre « important », « une déconstruction du discours de Gabriel Matzneff et de tous les pédophiles », « courageux et puissant ».
Quelques jours, seulement, après sa sortie, le livre est déjà un succès de librairie. Dix mille exemplaires sont écoulés en trois jours et l'ouvrage atteint immédiatement la première place des ventes « Essais-Documents », la deuxième place en format Kindle sur Amazon et la troisième place sur Amazon toutes catégories confondues. Après le premier tirage, prudent, son éditeur Grasset lance rapidement cinq réimpressions consécutives,. Le 15 janvier 2020, Vanessa Springora est l'invitée principale de l'émission littéraire télévisée de François Busnel, La Grande Librairie, sur France 5, où elle s'explique longuement sur son livre et ce qu'elle a vécu. Au bout de trois semaines, l'ouvrage s'est vendu à 75 000 exemplaires et atteint, huit mois plus tard, les 180 000 exemplaires.
Traduit dans près d’une trentaine de pays, Le Consentement rencontre un succès international. Le livre est notamment salué par The Guardian, The New York Times et The New Yorker.

#### Répercussions
À la suite des révélations du livre, le parquet de Paris ouvre une enquête préliminaire pour « viols sur la personne d'un mineur de 15 ans ». L'association Innocence en danger demande que les ouvrages de Gabriel Matzneff soient retirés de la vente, Vanessa Springora s'est, quant à elle, exprimée contre cette action. Antoine Gallimard décide, toutefois, de suspendre la parution des journaux de Matzneff. Dans son essai Le Grand renversement, Pierre Verdrager note qu'il s'agit d'« un fait unique dans l’histoire de la maison d’édition ».
Cette publication a relancé le débat sur les abus sexuels sur mineurs et l'instauration légale d'un âge de non-consentement automatique. L'hebdomadaire Marianne souligne que « la prise de conscience générée par l'ouvrage Le Consentement de Vanessa Springora, en 2020, et La familia grande de Camille Kouchner, en 2021, trouve un écho sur le terrain judiciaire ». En avril 2021, le Parlement français décide de fixer la majorité sexuelle à 15 ans.
Cette publication a également conduit à une analyse poussée de la notion de consentement. Dans un article intitulé «  Un oui ne suffit pas pour réduire au silence », Vanessa Springora précise ce qu’elle nomme le piège du consentement, rappelant qu’à la notion de liberté qui lui est naturellement associée, celle d’égalité est trop souvent oubliée. C’est, dit-elle, l’autre condition indispensable pour qu’un « oui » le soit pleinement : « J’ai été abusée, non pas parce qu’il m’a contrainte mais parce que nous n’étions pas à égalité. » Clotilde Leguil, psychanalyste, publie un livre consacré à cette question et note l'enjeu :  « il s’agit d’une première histoire d’amour pour la jeune fille et en même temps d’une emprise et d’un abus. Cette distinction entre « expérience consentie » et « expérience du forçage » déjoue la confusion entre désir et jouissance, confusion d’autant plus présente que l’événement de la sexualité surgit depuis une mauvaise rencontre. »

### Patronyme
En janvier 2025, Vanessa Springora publie un deuxième récit autobiographique, Patronyme, où elle évoque son histoire familiale à travers le prisme du nom Springora, qui n'a pas d'homonyme, s'éteindra avec elle et a été forgé de toutes pièces en 1946 pour remplacer le nom d'origine Springer par son grand-père paternel, Josef, émigré de Moravie (en actuelle République tchèque). Elle étudie un contexte historique large et élabore des parallèles avec le présent en se penchant sur la vie de celui qui était un opposant au stalinisme, présenté comme un héros dans sa famille, mais acquis au nazisme comme elle le découvre à la mort de son père sur des images secrètement conservées. En s'interrogeant sur la dimension patriarcale et violente de l'héritage que cristallise le nom et sur les parentés entre oppressions fasciste et sexiste, elle tisse des liens avec son livre précédent. Elle repense aussi la figure d'un père absent et défaillant, qu'elle n'avait pas vu durant les dernières années, décédé quelques jours après la parution du Consentement où elle le critique, mais qui a pu être marqué par la violence du sien.

## Ouvrages
- Le Consentement, Paris, éditions Grasset, 2020, 216 p. (ISBN 978-2-246-82270-7)
  - Grand prix des lectrices de Elle 2020 dans la catégorie Document[70]
  - Prix Jean-Jacques-Rousseau 2020 de l'autobiographie
  - Trophées de l'édition (magazine Livres Hebdo) : Autrice de l'année 2020[71]
- Patronyme, Paris, éditions Grasset, 2025, 368 p.  (ISBN 978-2-246-84035-0)[9],[72],[73].

## Filmographie

### Réalisation
- 2004 : Dérive (documentaire), avec Camila Mora-Scheihing Le film reçoit le prix Jeunesse en 2005 à Traces de Vies – Clermont-Ferrand (France) et est sélectionné en 2004 au FIFF-Festival international de films de femmes - Créteil (France)[74].

### Adaptation cinématographique
- 2023 : Le Consentement, réalisé par Vanessa Filho[75]